# Zapfanlage

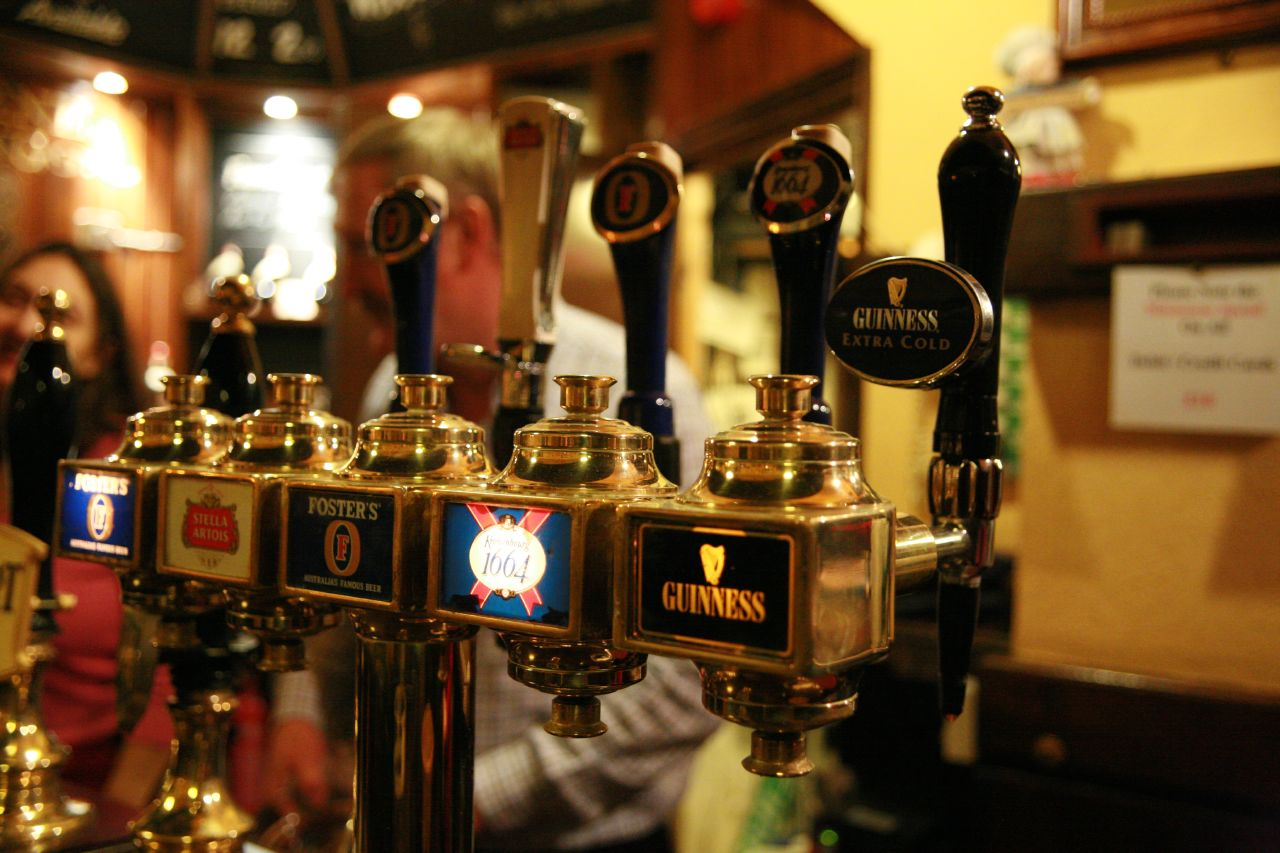
Eine Zapfanlage für Bier in einer Bar

Eine Zapfanlage, oftmals auch Schankanlage oder Getränkeschankanlage genannt, ist eine Vorrichtung, mit der Getränke aus Vorratsbehältern, z. B. Fässern (oftmals Kegs), Tanks, oder sogenannten BIBs (Bag in Box), in Trinkgefäße abgefüllt werden.

## Anlagenbestandteile

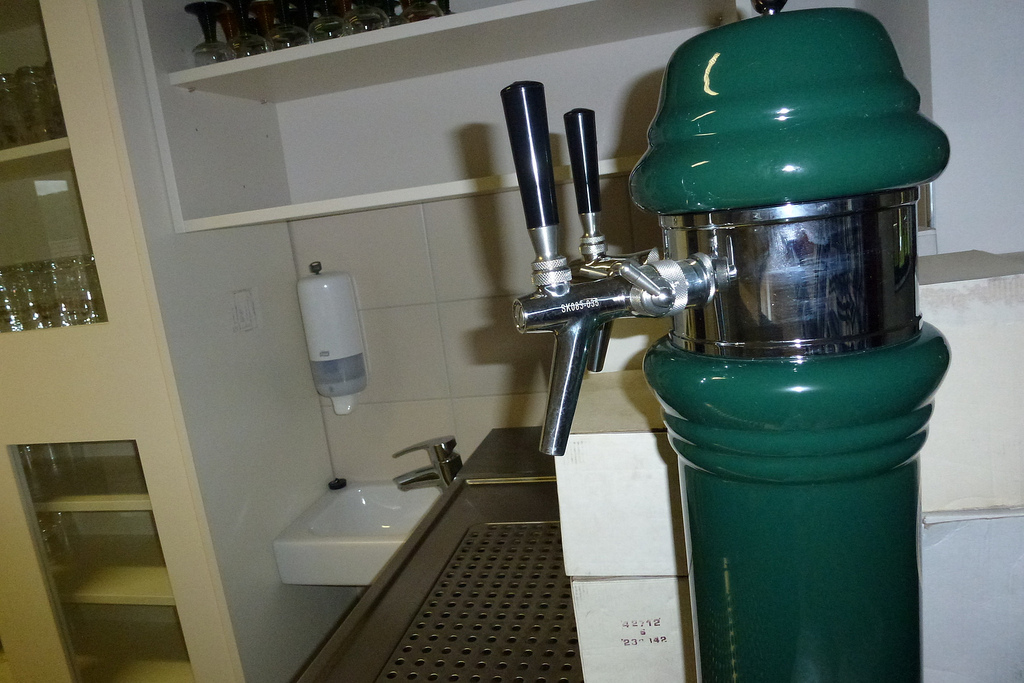
Eine Zapfanlage in gängiger Ausführung

Eine Zapfanlage besteht aus einem oder mehreren Zapfhähnen (meist Kompensatorzapfhahn) und Armaturen für den Anschluss der Vorratsbehälter, normalerweise Fässer, dazu eine Pumpe oder ein Druckgasbehälter, auch Kohlendioxid- oder Stickstoff-Bombe genannt, mit hierfür geeignetem Druckminderer. Für das Erwärmen oder Kühlen der Getränke kann die Zapfanlage mit einer entsprechenden Ausrüstung versehen werden. Hier kommen in der Regel Durchlaufkühler zum Einsatz, welche das Getränk beim Ausschenken kühlen. Man unterscheidet zwischen Nass- und Trockenkühlern, wobei bei den etwas veralteten Nasskühlungen ein kaltes Wasserbecken verwendet wird, wohingegen die Trockenkühlung einen kalten Aluminiumblock verwendet, durch den Kühlschlangen mit dem Getränk verlaufen. Zapfanlagen werden in der Regel in der Gastronomie oder dort verwendet, wo Getränke in großer Menge ausgegeben werden. Die einzufüllende Menge kann dabei manuell oder automatisch dosiert werden. Mittlerweile gibt es auch Cocktail-Schankanlagen, bei denen trinkfertige Cocktails aus Kanistern per Knopfdruck in Trinkgefäße gefüllt werden. Auch kleinere Heimzapfanlagen für kleine Bierfässer und den privaten Gebrauch sind auf dem Markt.
Bestandteil von Zapfanlagen für Getränke, insbesondere für Zapfbier, ist in der Regel eine Auffangvorrichtung für das Übergeschäumte oder den abgestrichenen Bierschaum. Sie besteht aus einer meist mit einer Loch-, Gitter- oder Schlitzplatte abgedeckten Wanne unter dem Zapfhahn, in der die Flüssigkeit aufgefangen und gesammelt wird. Früher wurde das sogenannte Leckbier oft zu einem geringeren Preis an finanziell minderbemittelte Kunden ausgeschenkt.
Durch mit der Anlage verbundene technische Schankkontrollen, die richtige Schanktechnik und den richtigen Druck auf der Druckgasleitung lässt sich der sogenannte Schankverlust minimieren.

## Zapfdruck
Um das Getränk aus dem Vorratsbehältnis zum Zapfhahn zu befördern, wird ein Druckgas wie zum Beispiel CO2 verwendet. Dieses Gas strömt in das Behältnis und sorgt für den Auftrieb des Getränks über ein Steigrohr und das Aufrechterhalten des Kohlensäuregehalts des jeweiligen Getränks. Dabei wird am Druckgasbehälter ein Druckminderer angeschlossen, da der Druck direkt am Ventil zu stark wäre. Die Einstellung des richtigen Zapfdrucks an diesem ist für das Zapfen unerlässlich. Dieser sollte von den folgenden Faktoren abhängen:
- Der CO2-Gehalt des Getränks: Je mehr kohlensäurebildendes CO2 im Getränk selbst vorhanden ist, desto höher muss der entsprechende Gegendruck sein, damit sich die Kohlensäure nicht löst.
- Die Temperatur des Getränks: Je höher die Temperatur des Getränks im Behältnis ist, desto leichter löst sich die Kohlensäure und desto höher muss also der Gegendruck sein.
- Der Höhenunterschied vom Behältnis zum Zapfhahn: Je höher das Getränk in den Armaturen transportiert werden muss, desto höher muss der treibende Druck sein.
- Die Leitungslänge und ihr Durchmesser: Je länger die Leitung und je kleiner ihr Querschnitt, desto höher ist die Reibung mit dem Getränk und somit auch der treibende Druck.

Der Anteil des Drucks, der abhängig von Temperatur und CO2-Gehalt ist, nennt sich Sättigungsdruck des Getränks. Der andere Anteil sorgt ausschließlich für den Transport zum Zapfhahn. Am Zapfhahn wird der Druck anschließend wieder verringert, um Kohlensäureverluste zu vermeiden und einen mäßigen Durchlauf des Getränks zu erzeugen. Man spricht von einem meist einstellbaren „Kompensatorzapfhahn“.
Alternativ zum Druckgas gibt es auch Schankanlagen mit Membranpumpe, die mit einer sich bewegenden Membran einen Unterdruck aufbauen, der das Getränk an Stelle von z. B. CO2 in die Leitung und zum Zapfhahn befördert. Bei den meisten Modellen ist hier keine genaue Druckeinstellung möglich, da die Luft direkt aus der Pumpe strömt.

## Kontamination
Die Behälter sowie Rohr- und Schlauchleitungen von Zapfanlagen sind gefährdet, zu verkeimen. Vor allem die luftberührten Teile, wie die Zapfarmatur (Zapfhahn) oder die Ansticharmatur (z. B. Zapfkopf) sind hygienisch besonders stark gefährdet. Daher schrieben entsprechende Verordnungen in Deutschland bis Juni 2005 die regelmäßige Reinigung vor. Ab dem 1. Juli 2005 regeln die allgemeinen Hygienevorschriften für Lebensmittel, z. B. für ganz Europa die sog. BasisVO, VO (EG) Nr. 178/2002 in Verbindung mit dem sog. Hygienepaket H1, VO (EG) Nr. 852/2004 und in Deutschland zusätzlich das Lebensmittel- und Futtermittelgesetzbuch (LFGB) zusammen mit der Lebensmittelhygiene-Verordnung (LMHV) in Verbindung mit den anerkannten Leitlinien die Reinigungsziele. Beschichtete Bauteile, wie z. B. ein Messingzapfhahn vernickelt oder verchromt, sind für viele Getränke, vor allem aber für kohlensäurehaltige Getränke nicht mehr erlaubt.

## Ausführung
Grundsätzlich unterscheidet man drei Methoden des Ausschenkens:

### Premix
In Premixanlagen wird das Getränk fertig angemischt wie das gleichartige Flaschengetränk geliefert. Das Gebinde (z. B. Fass, Container, Tank) mit dem fertigen Getränk wird mittels Steck- oder Keganschluss an der Anlage angeschlossen. Mittels lebensmittelechtem CO2, Mischgas (Gemisch aus CO2 und N2) oder Stickstoff (N2) wird das Getränk mittels Betriebsüberdruck optional durch eine Kühlung und danach zur Zapfanlage gepresst. Bier und Wein sind Getränke, die ausschließlich als Premix ausgeschenkt werden.

### Postmix
Bei Postmixanlagen wird das Getränk aus Wasser und einem Konzentrat des Getränkes („Sirup“) gemischt. Der wird mit einem Treibgas (meist Kohlendioxid oder Stickstoff) zum Zapfhahn gepresst. In einem Karbonator wird vorgekühltes Trinkwasser unter Druck mit CO2 versetzt und dann gleichzeitig zum Zapfhahn gepresst. Erst im Zapfhahn werden Wasser und Sirup im vom Grundstoff-Hersteller vorgegebenen Verhältnis ausgemischt. Cola und Fruchtsäfte sind Getränke, das sowohl als Post- wie auch als Premixgetränk ausgeschenkt werden.
Mittlerweile gibt es für Postmix- und Premixanlagen auch ein Vakuumsystem, dabei wird der Sirup bzw. das Getränk mittels einer Vakuumpumpe aus den sogenannten Bag-in-Boxen oder Kanistern gesaugt und zur Schankanlage gepresst. Der Betrieb der Pumpen kann elektrisch oder mit den bekannten Druckgasen CO2, N2, Mischgas CO2/N2 oder auch mit spezieller, reiner Druckluft (da kein Getränkekontakt) erfolgen.

### Brühverfahren
Bei der Brühanlage wird das Getränk portionsweise aus einem Feststoff (beispielsweise Kaffeemehl) oder Sirup (beispielsweise in Kapseln) durch Heißwasser gelöst.